# The Mass
The Mass è il terzo album del gruppo new age francese Era, pubblicato il 24 febbraio 2003. L'album si compone di 10 brani di ispirazione medievale, con testi a volte in inglese e a volte in una lingua immaginaria simile al latino, e si avvale della collaborazione del DJ Darren Tate.

## Tracce
1. The Mass – 3:43
2. Looking For Something – 4:11
3. Don't Go Away – 4:26
4. Don't You Forget – 3:43
5. If You Shout – 3:51
6. Avemano Orchestral – 4:23
7. Enae Volare – 3:37
8. Sombre Day – 3:43
9. Voxifera – 4:23
10. The Champions – 3:30

## Classifiche
| Classifica  | Posizione massima |
| ----------- | ----------------- |
| Austria     | 17                |
| Belgio      | 43                |
| Francia     | 4                 |
| Paesi Bassi | 10                |
| Polonia     | 31                |
| Portogallo  | 9                 |
| Svezia      | 10                |
| Svizzera    | 2                 |
| Italia      | 1                 |